# Ödeshög
58°13′43.597″N 14°39′7.7652″Ø / 58.22877694°N 14.652157000°Ø
Ödeshög er en by i Östergötlands län i Sverige. Den er administrationsby i Ödeshögs kommune, og i 2010 boede der 2.572 indbyggere. 
I Ödeshög ligger en gammel kirke, Ödeshögs kyrka. Byen ligger nær, men ikke ved, søen Vättern.
Der findes en del restauranter omkring torvet. Nærmeste større byer er i nordøst Linköping (66 km) og i sydvest Jönköping (67 km).
En central skikkelse i Ödeshögs historie er Johanna Pettersson (1807–1899), bedre kendt som Handelsman Johanna. Hvert år arrangeres et marked, Johannamarknaden, til ære for hende. Det var også i Ödeshög den tidligere landsholdsspiller i fodbold, Klas Ingesson, voksede op.

## Eksterne kilder og henvisninger
1. ↑  Tätorter, arealer, befolkning Statistiska centralbyrån.

- Wikimedia Commons har flere filer relateret til Ödeshög